# السلامونی
السلامونی (به عربی: السلامونی) یک منطقهٔ مسکونی در مصر است که در استان سوهاج واقع شده‌است.